# Faraday-effect

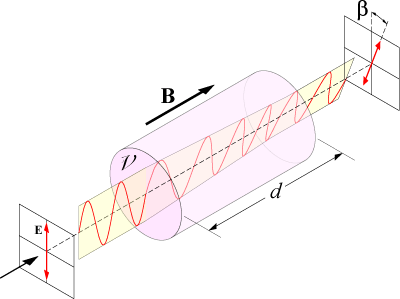
Rotatie ten gevolge van het Faraday-effect

Het Faraday-effect of Faraday rotatie is een magneto-optisch effect. Het beschrijft hoe het polarisatievlak van licht draait onder invloed van een magnetisch veld.

## Ontdekking
Michael Faraday (1791-1867) was de eerste die het Faraday-effect documenteerde. Hij deed dit ergens tussen de jaren 1845-1855. Met deze ontdekking was de eerste directe link tussen licht en magnetisme aangetoond.
Faraday polariseerde een lichtbundel met behulp van een polarisatie-prisma, een soort polarisatiefilter. Hierdoor kon hij licht verkrijgen dat slechts in één specifieke richting trilde. Als hij dit gepolariseerde licht tussen de polen van een elektromagneet plaatste, zodanig dat de lichtstralen zich voortplanten parallel aan het magnetische veld, nam hij het Faraday-effect waar: De richting waarin de lichtstralen trilden, draaide met een hoek die recht evenredig was met de sterkte van het magnetische veld.
Dat licht als een elektromagnetische golf beschreven kan worden werd enige jaren later door James Clerk Maxwell theoretisch bepaald.

## Formule
De relatie tussen de rotatiehoek {\displaystyle \beta } en het magnetische veld {\displaystyle {\vec {B}}} wordt gegeven door volgende formule:
{\displaystyle \beta =VBd}
Hierin is {\displaystyle d} de lengte van het afgelegde pad waarin het licht roteert en {\displaystyle V} de Verdet constante.